# BECKY ベッキー
『BECKY ベッキー』（原題：Becky）は、2020年に公開されたアメリカ合衆国のスリラー映画である。監督はカリー・マーニオンとジョナサン・ミロ、主演はルールー・ウィルソンが務めた。

## ストーリー
保安官は脱獄囚が惨殺された事件を捜査する中で、事件を目撃したと思われる少女、ベッキーの事情聴取を行っていた。しかし、ベッキーは要領を得ない回答を繰り返すばかりで、有益な情報は得られそうになかった。
2週間前、ベッキーはいつものように学校でいじめに遭っていた。1年前に母親を亡くしてからというもの、父親のジェフとの関係がギクシャクしていた。関係修復のために、ジェフはベッキーを連れて湖畔のバンガローへ旅行に行く計画を立てていた。その頃、囚人のドミニクはネオナチ組織におけるかつての部下（エイペックス、コール、ハモンド）と共に移送車に乗せられていた。ドミニクは囚人の一人を殺して警察官の気を引き、その隙を付いて皆殺しにし、彼らの制服を着て警官になりすました。ドミニクたちは捜査を装って家族連れが乗る自動車を止め、一家を惨殺した上で車を強奪した。
ジェフは計画を実行に移し、ベッキーを連れてバンガローを訪れていた。そんな折、ジェフの恋人（ケイラ）が息子のタイを連れて姿を見せたため、ベッキーはひどく気分を害した。ジェフがケイラと婚約したことを明かしたところ、傷ついたベッキーはそのままバンガローを飛び出してしまった。ベッキーを追いかけたのは飼い犬のディエゴだけだった。森の中で落ち着きを取り戻した後、ベッキーはブリキの箱に入った謎の鍵を発見した。その頃、ドミニクとその部下がバンガローに押し入り、ジェフたちを人質に取った。ケイラとタイは隙を突いて逃げだそうとしたが、エイペックスに見つかってしまった。ジェフはベッキーの居場所について嘘をついたが、ドミニクはケイラの足を撃ち「本当のことを言わないなら、この女を殺す」と脅しつけた。
ほどなくして、異変に気が付いたベッキーが無線機でバンガローに連絡してきた。ドミニクはジェフを使ってベッキーを崖の上におびき出すことにした。ベッキーが姿を見せようとしなかったため、ドミニクは火かき棒でジェフを痛めつけた。ジェフは「ベッキー、俺に構わず逃げるんだ」と叫んだ後、ジェフの腕を振り払って逃走した。ベッキーを見つけたジェフだったが、追いかけてきたドミニクに射殺されてしまった。息を引き取る間際、ジェフは「お前を愛している」とベッキーに伝えた。勝利を確信したドミニクだったが、最早ベッキーは簡単に捻り潰せる相手ではなかった。復讐の鬼へと変貌を遂げていたのである。

## キャスト
- ルールー・ウィルソン - ベッキー
- ケヴィン・ジェームズ - ドミニク
- ジョエル・マクヘイル - ジェフ
- アマンダ・ブルジェル - ケイラ
- ロバート・メイレット - エイペックス
- ライアン・マクドナルド - コール
- ジェームズ・マクドゥガル - ハモンド
- アイザイア・ロッククリフ - タイ

## 製作
2019年5月10日、ルールー・ウィルソンとサイモン・ペグが起用されたとの発表があった。7月9日、ペグがスケジュールの都合で降板することになり、その後任をケヴィン・ジェームズが務めることになったとの報道があった。8月、ジョエル・マクヘイル、アマンダ・ブルジェル、ロバート・メイレットがキャスト入りした。2020年1月31日、ニーマ・ファクハラが本作で使用される楽曲を手掛けることになったと報じられた。

## 公開・興行収入
本作は2020年4月20日にトライベッカ映画祭でプレミア上映される予定だったが、3月上旬に新型コロナウイルスの流行が拡大したため、映画祭自体が延期となった。
2020年4月29日、クイーヴァー・ディストリビューションが本作の全米配給権を獲得したと報じられた。5月8日、本作のオフィシャル・トレイラーが公開された。6月5日、本作は全米45館で公開され、公開初週末に20万5797ドルを稼ぎ出し、週末興行収入ランキング初登場2位となった。公開2週目には週末興行収入ランキング1位に輝いた。

## 評価
本作は批評家から好意的に評価されている。映画批評集積サイトのRotten Tomatoesには97件のレビューがあり、批評家支持率は69%、平均点は10点満点で5.83点となっている。サイト側による批評家の見解の要約は「『BECKY ベッキー』は十分な緊張感を保っていないため、その設定を活かし切れていない。しかし、同作を鑑賞することで、スリラー映画のファンはドス黒さを伴ったスリルを楽しめるだろう。」となっている。また、Metacriticには19件のレビューがあり、加重平均値は53/100となっている。

## 続編
2023年5月、ルールー・ウィルソンがベッキーを再び演じる続編の『ベッキー、キレる』が米国などで公開された。2024年1月24日、日本でもデジタル配信が開始された。